# テイショウソウ
テイショウソウ（学名：Ainsliaea cordifolia）は、キク科モミジハグマ属の多年草。

## 特徴
地下茎は細く、結節があり、地中を横にはう。茎は直立または斜上し、褐紫色で、高さは30-60cmになり、はじめ淡褐色の綿毛におおわれているが、後にほとんどが脱落する。葉は茎の下部に輪生状に4-7枚つき、長い葉柄があり、葉身は卵状ほこ形で、長さ10-16cmになり、先は鈍頭、基部は矢じり状心形になり、ふちに粗い波状の鋸歯がある。成熟した葉の表面は、しばしばカンアオイのような白い雲紋状の模様があり、裏面はわずかに暗紫色をおびる。
花期は9-11月。頭状花序は総状につき、一方にやや偏って花をつける。花柄は長さ2-3mmあり、長さ1mmの三角形になる苞を多数つける。総苞は長さ11-14mmになる筒形で、総苞片は鱗状に重なり、紫色を帯びる。1頭花は3個の小花からなり、花冠は白色で5裂し、花冠の長さは15-19mm、筒部の長さは6-8mmになる。各頭花は3個の小花が合体し、一見15裂した白い裂片と3個の雌蕊からなる一輪の花のように見えるのは、この属の日本に分布するものの特徴。果実は痩果になり、無毛。上端に長さ9-11mmになる1列の冠毛があり、羽毛状になる。

## 分布と生育環境
日本固有種。本州の千葉県以西から近畿地方南部までの太平洋側と四国に分布し、山地の暖帯林のやや暗い林床に生育する。

## 名前の由来
和名テイショウソウの意味は「よく分からない」という。牧野富太郎 (1940) は、「和名ていしゃうさうハ予其意ヲ解シ得ズ」としている。
なお、1856年（安政3年）に出版された飯沼慾斎の『草木図説』前編20巻中第16巻「テイシヤウサウ」には和名の由来は記されておらず、「此種紀州和州勢州等ノ深山ニ生ス。ソノ産地ニヨツテ葉面緑色或ハ白斑或ハ暗紫斑又葉背紫色ナル等ノ異アリテ “ムラサキハグマ” “紫背ノハグマ” 等ノ名ヲ称ス」とある。
種小名（種形容語）cordifolia は、「心臓形葉の」のこと。

## ギャラリー

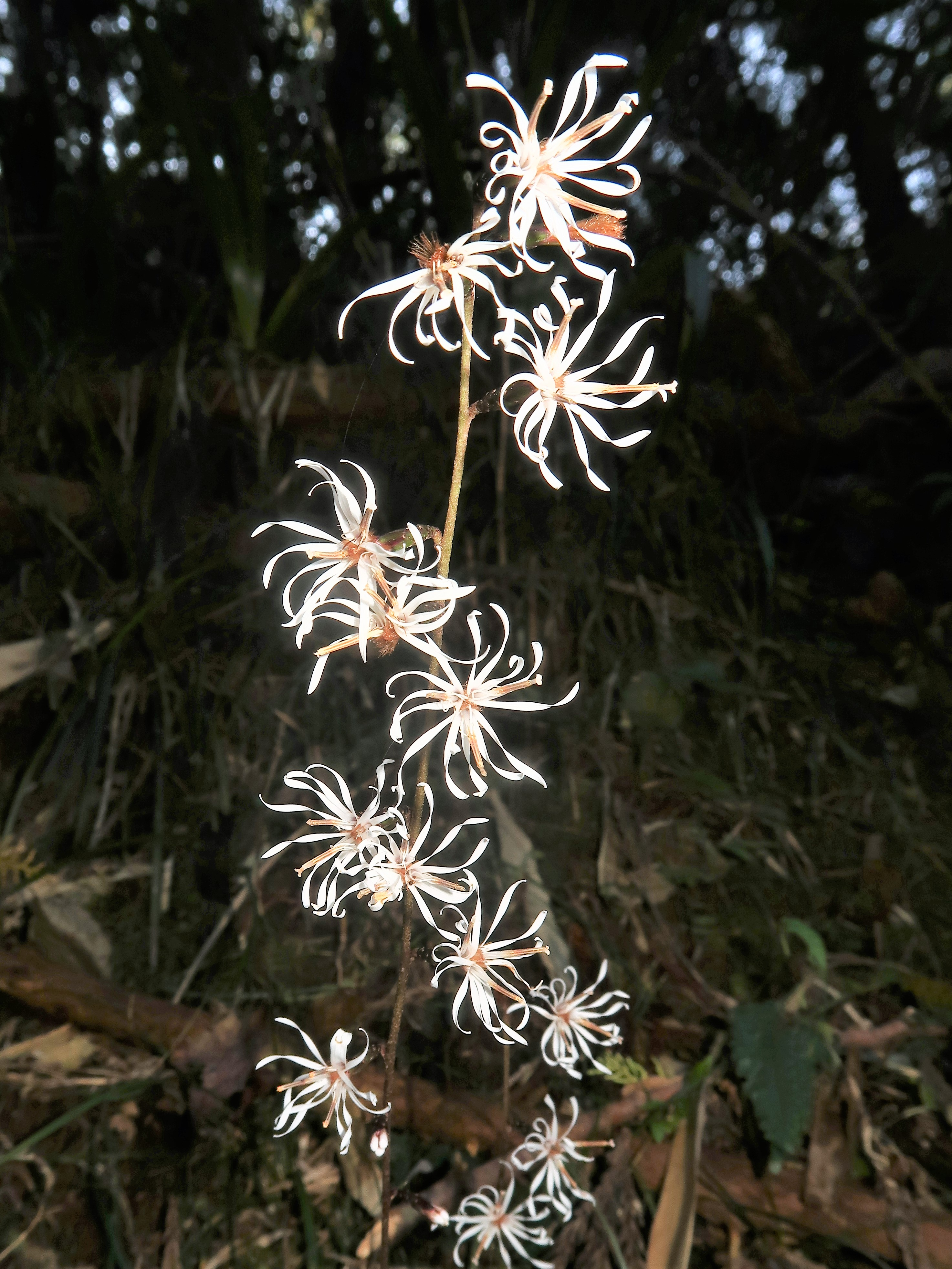
頭花は先が深く5裂した3個の小花からなるため、一見15裂した裂片と3個の雌蕊からなる一輪の花のように見える。
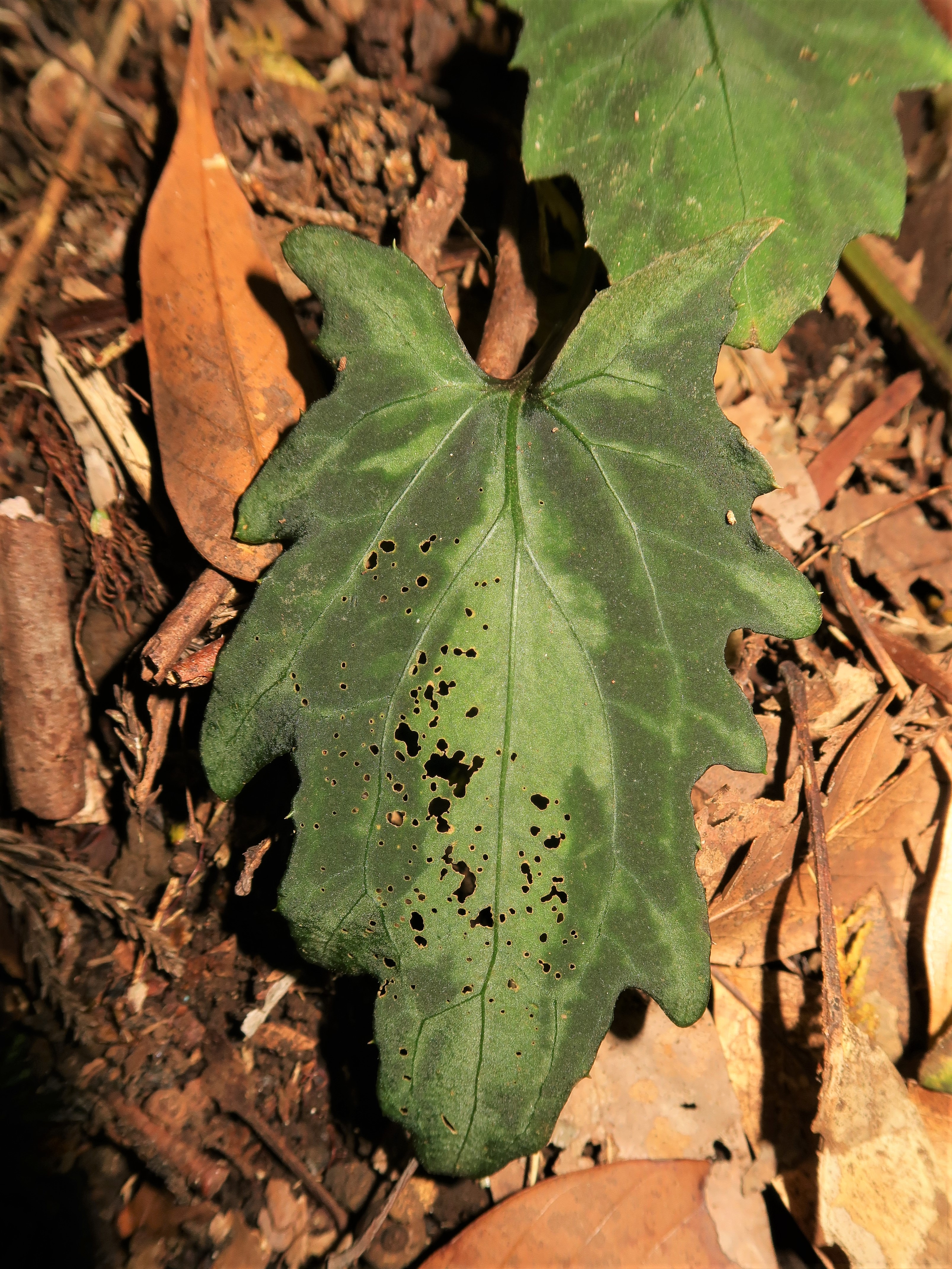
葉身は卵状ほこ形で、基部は矢じり状心形になり、ふちに粗い波状の鋸歯がある。成熟した葉の表面は白い雲紋状の模様がある。
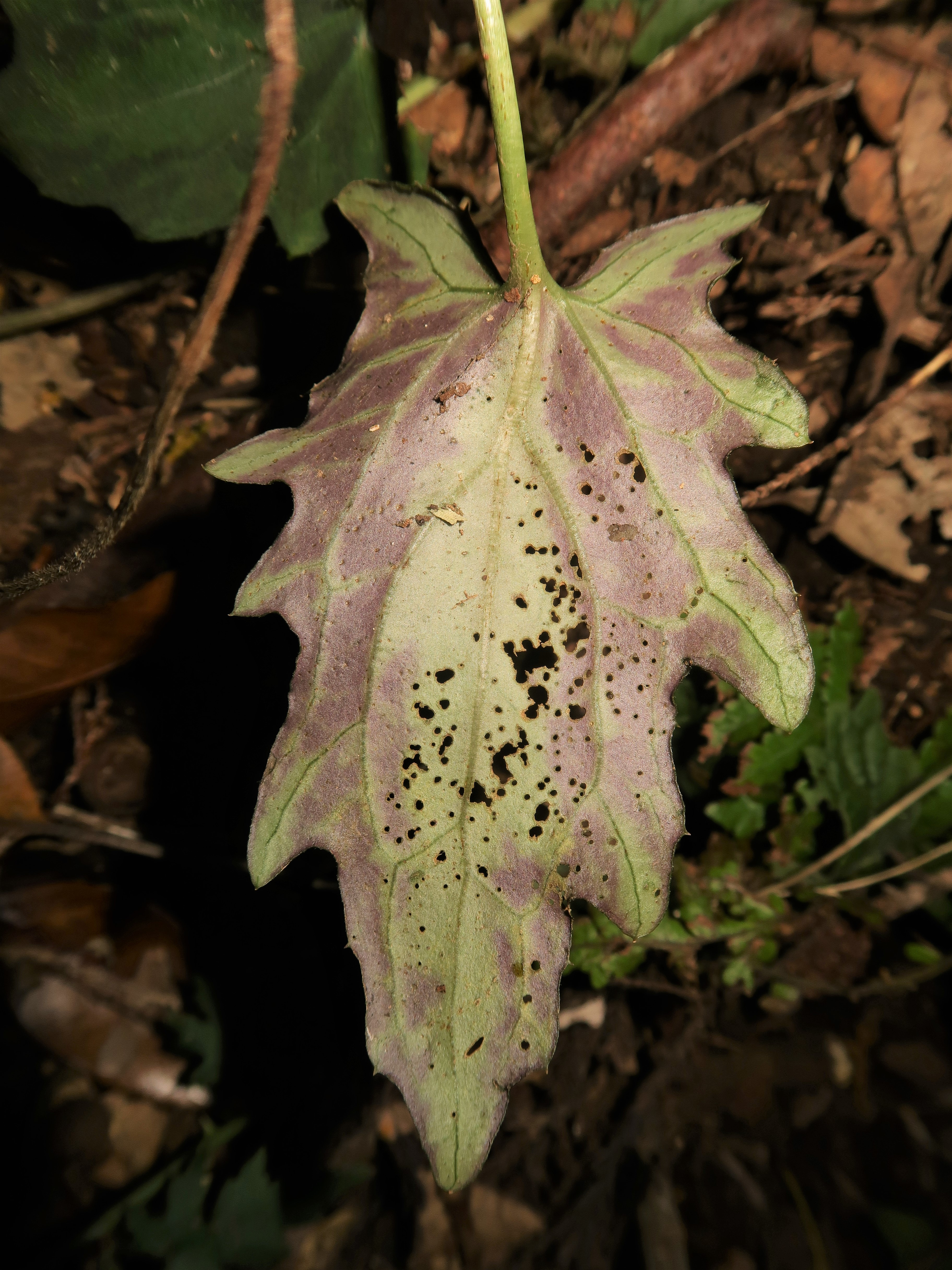
葉の裏面はわずかに暗紫色をおびる。
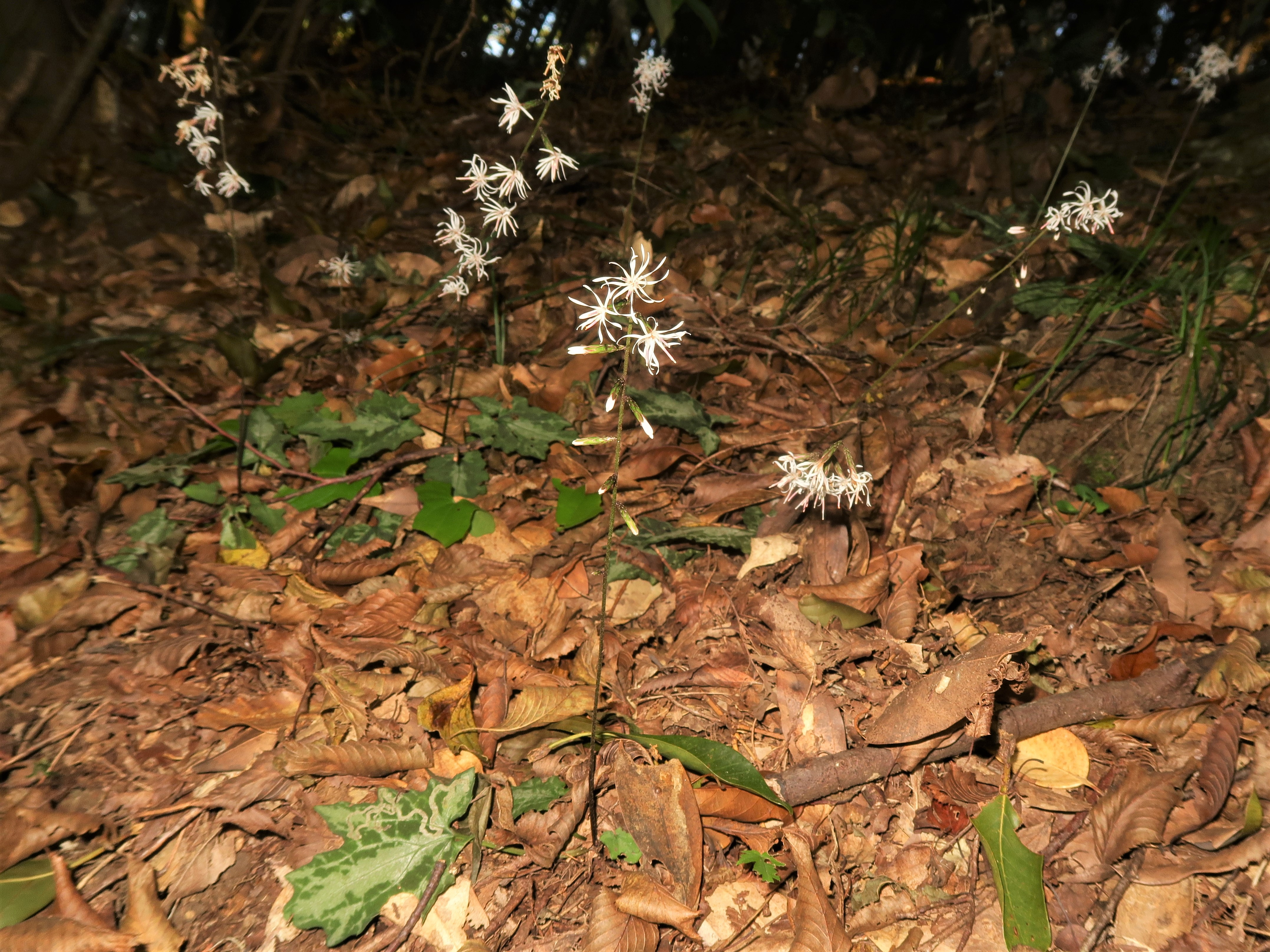
群生しているようす。

## 下位分類
- ヒロハテイショウソウ Ainsliaea cordifolia Franch. et Sav. var. maruoi (Makino) Makino ex Kitam.[9] - 葉が緑色で、広卵形となって欠刻が著しい型があり、千葉県から伊豆半島、静岡県西部にかけての海岸近くの林床にみられる。また、葉がほとんど円形になり、縁がほとんど全縁に近い型のものもあり、紀伊半島から四国にかけてみられる。葉型にかなりの変化があり、地理的変異という[3][4]。

## 近縁の種
名前が似ている同属の種にマルバテイショウソウ Ainsliaea fragrans Champ. ex Benth.がある。葉が茎の下部に4-5個が輪生状につき、葉身は卵形で長さ6-10cm、両面に褐色毛が密に生える。長さ4-9cmになる葉柄があり、褐色の長い軟毛が密生する。日本では四国の高知県、九州の宮崎県・熊本県・鹿児島県に稀に分布し、日本国外では台湾、中国大陸（南部）に隔離分布する。環境省の絶滅危惧II類(VU)に選定されている。
また、奄美大島、沖縄島、石垣島等に分布するオキナワハグマ Ainsliaea macroclinidioides Hayata var. okinawensis (Hayata) Kitam.に、別名として、オキナワテイショウソウが使用されている。